# Nomad Sports Club
De Nomad Sports Club (ook Manila Nomads genoemd) is een Filipijnse omnisportclub uit Parañaque.
De club werd in 1914 in Manilla opgericht door en voor de Britse inwoners. Er wordt aan badminton, bowls, cricket, rugby, tennis, squash en voetbal gedaan.
In het eerste jaar werd de voetbalafdeling direct landskampioen. In de Tweede Wereldoorlog werd de club gesloten en de meeste leden werden geïnterneerd in de kampen Santo Tomas en Los Baños. Na de oorlog waren er weinig oorspronkelijke leden meer in Manilla en er werd bijna samen gegaan met de Manila Club. Op 14 januari 1949 maakte de Nomad Sports Club een doorstart en ging in Makati spelen. In 1969 verhuisde de club naar Merville in Parañaque. In 2011 promoveerde de voetbalafdeling naar het hoogste niveau.

## Erelijst (voetbal)
- Landskampioen: 1914
- Eerste divisie: 2011

## Nederlanders (voetbal)
- Friso Klok
- Randy Musters